# Levón Dzhulfalakián
Levón Dzhulfalakián –en ruso, Левон Джулфалакян; en armenio, Լևոն Ջուլֆալաքյան– (Leninakan, 5 de abril de 1964) es un deportista soviético de origen armenio que compitió en lucha grecorromana. Su hijo Arsen también compitió en lucha grecorromana.
Participó en los Juegos Olímpicos de Seúl 1988, obteniendo la medalla de oro en la categoría de 68 kg. Ganó dos medallas en el Campeonato Mundial de Lucha, oro en 1986 y bronce en 1989, y una medalla de oro en el Campeonato Europeo de Lucha de 1986.

## Palmarés internacional
| Juegos Olímpicos   | Juegos Olímpicos     | Juegos Olímpicos  | Juegos Olímpicos |
| Año                | Lugar                | Medalla           | Categoría        |
| ------------------ | -------------------- | ----------------- | ---------------- |
| 1988               | Seúl (Corea del Sur) | Medalla de oro    | 68 kg            |
| Campeonato Mundial |                      |                   |                  |
| Año                | Lugar                | Medalla           | Categoría        |
| 1986               | Budapest (Hungría)   | Medalla de oro    | 68 kg            |
| 1989               | Martigny (Suiza)     | Medalla de bronce | 68 kg            |
| Campeonato Europeo |                      |                   |                  |
| Año                | Lugar                | Medalla           | Categoría        |
| 1986               | El Pireo (Grecia)    | Medalla de oro    | 68 kg            |